# 中信大廈

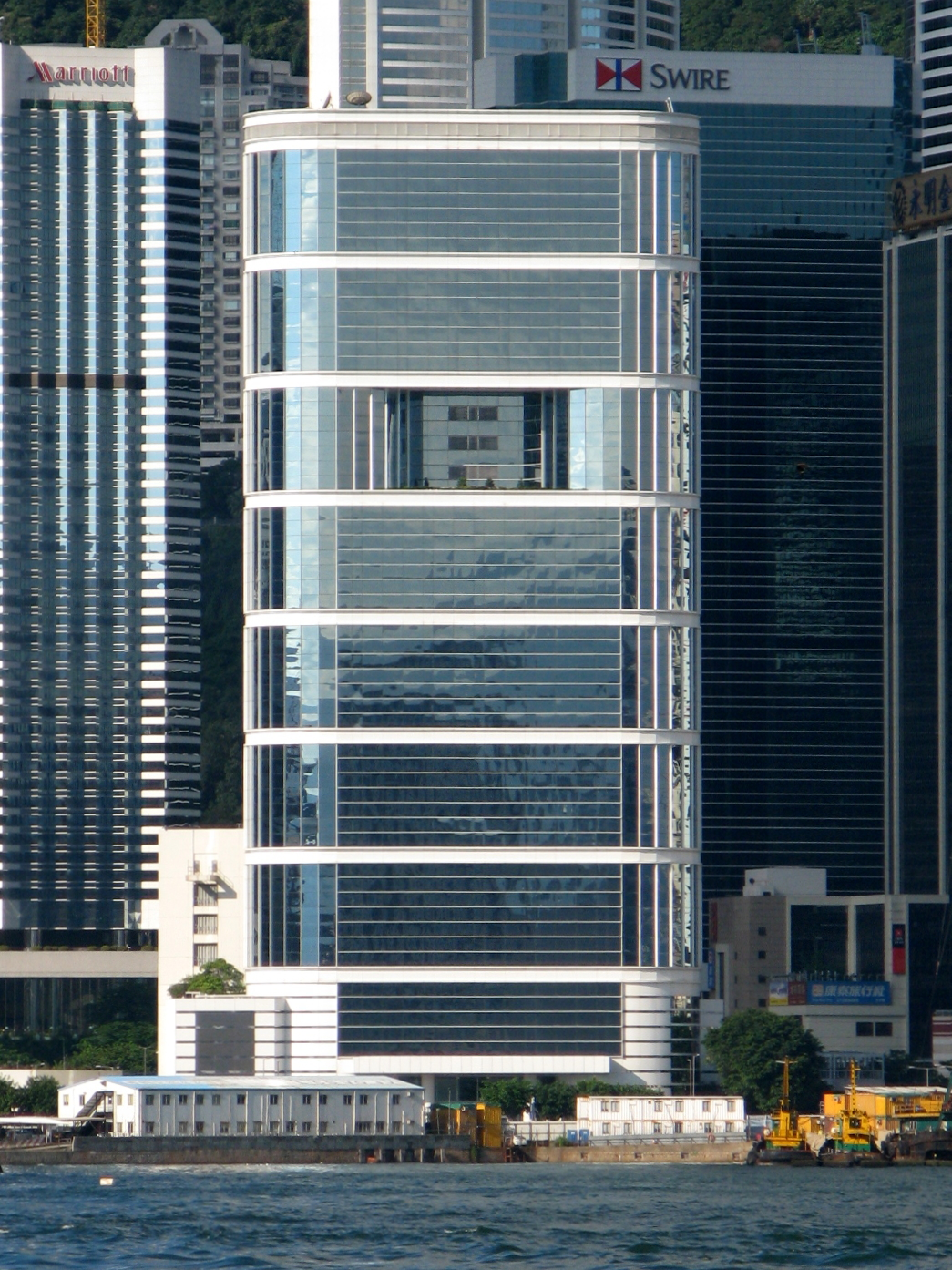
中信大廈

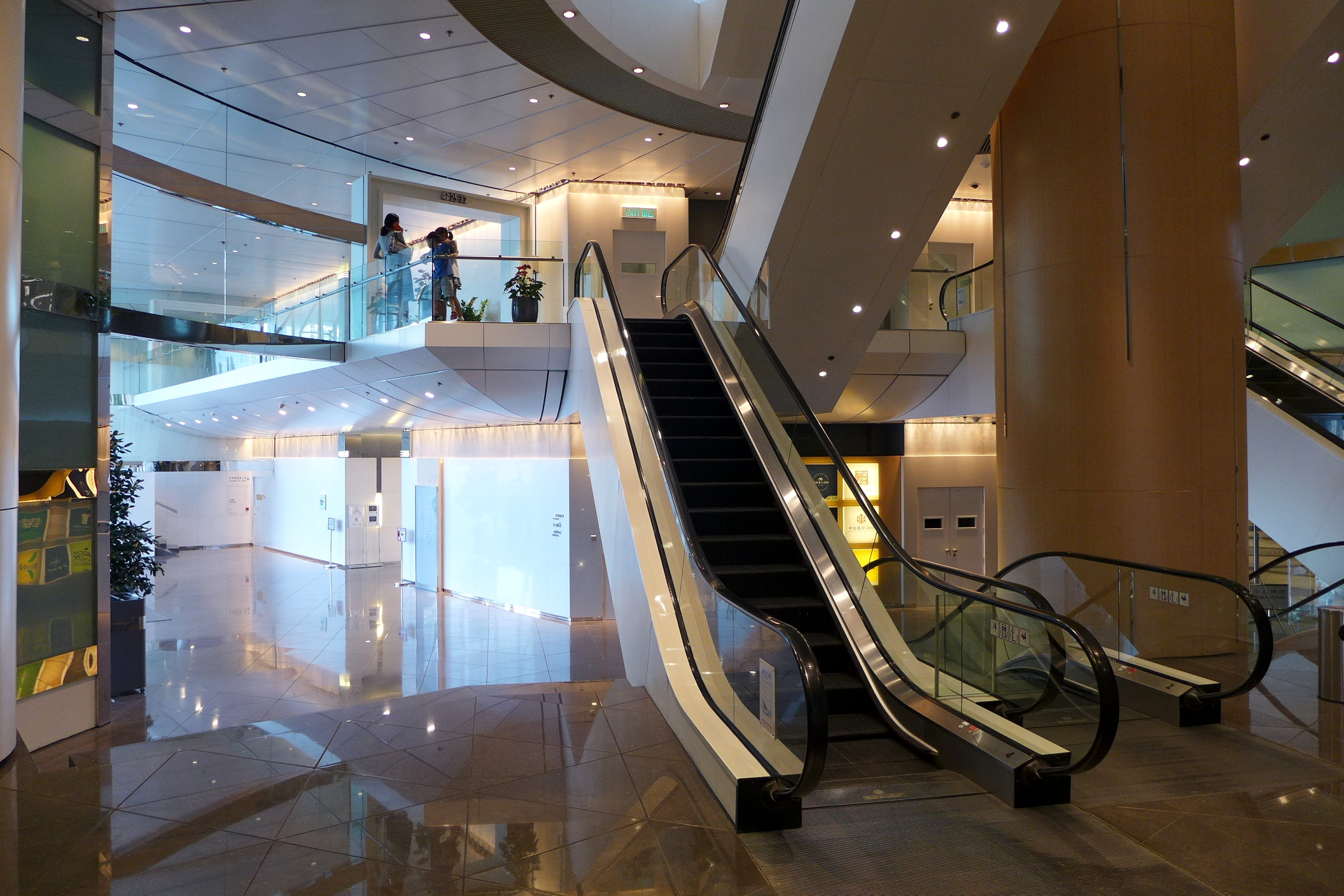
中信大廈入口大堂

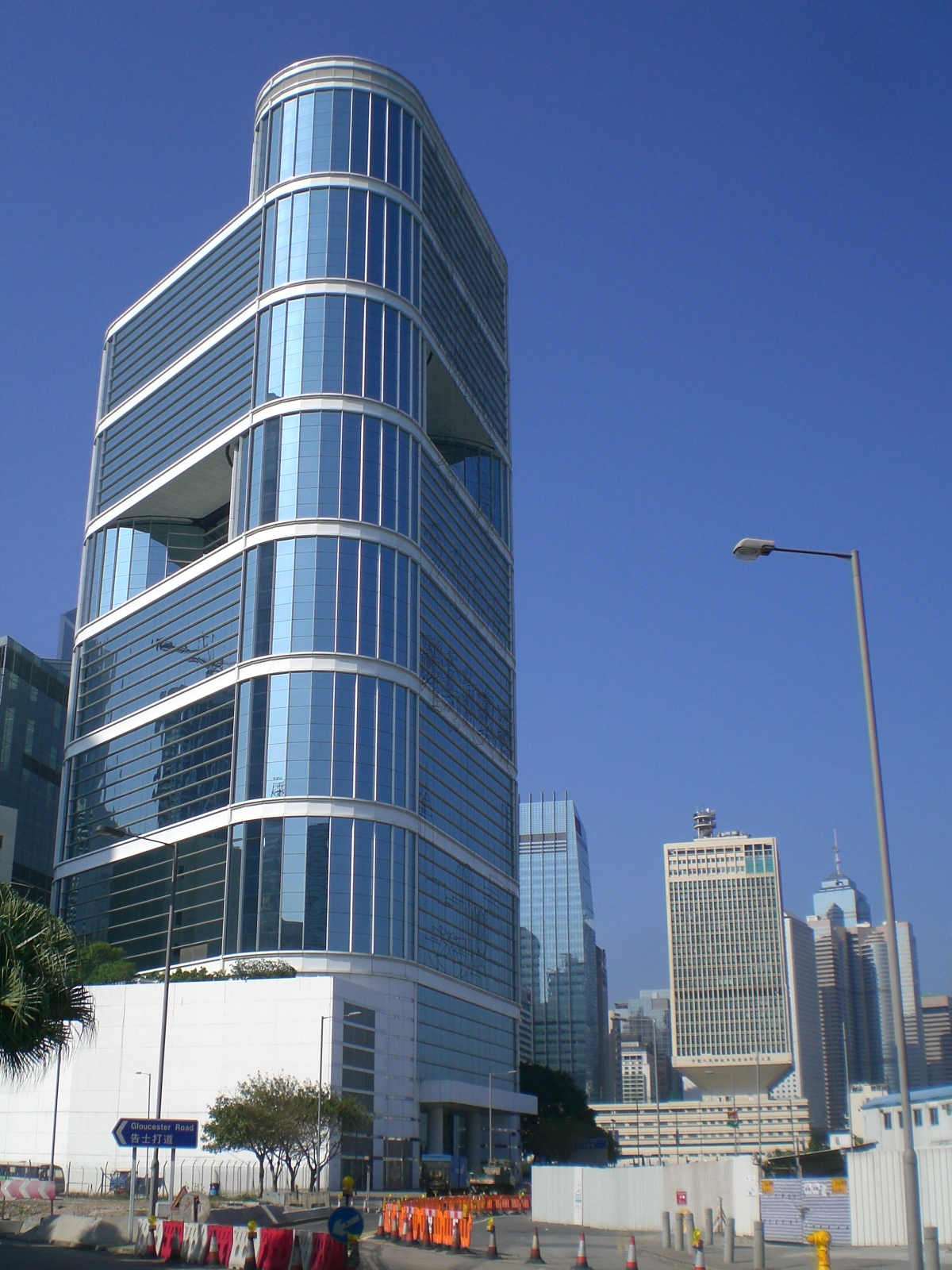
中信大廈

中信大廈（英語：Citic Tower）是一座位於香港金鐘添馬添美道1號的辦公大廈，亦是舉行幻彩詠香江的參與建築物之一。其外型為等邊三角形及圓形，頂層則為橢圓形，強調幾何造型的建築特色，在香港較為罕見。
中信大廈由中信泰富、中信集團、嘉里貿易有限公司及星展銀行分別擁有40%、25%、25%及10%的金蓬投資有限公司聯合發展，由日本熊谷組負責興建，於1997年落成。早年中信股份及嘉里曾將總部設於該大廈，不過後者於2011年左右已遷往鰂魚涌嘉里中心。大廈鄰近添馬艦，面向維多利亞港，樓高33層，與隔鄰添馬艦政府總部的高座建築高度相若。大廈設有空中花園，底層則設有商場及停車場。大廈設有有蓋行人天橋連接海富中心及港鐵金鐘站。

## LED幕牆系統
2013年12月，中信大廈安裝香港首個以LED燈製作的大廈媒體幕牆系統，為香港最大型的戶外LED招牌，面積達2,500平方米，覆蓋中信大廈的300個窗戶。

## 租戶及用戶
下列為中信大廈部分租戶及用戶樓層分佈：
- 29-32樓：中國中信股份有限公司
- 20樓：宏富產業重組有限公司（Fortune Ark Restructuring Limited）

## 事件
- 2007年1月27日，發生一宗罕見旋轉門夾人意外。4名女童沿大廈前往環球嘉年華途中，其中3人擠進手動旋轉門的一格空間之內，先行的兩人用力推門之際，尾隨少女後腳未及步入窄小空間內，右腳腳眼被緊緊夾於門框與玻璃牆之間2吋空隙，旋轉門頓時失靈，3人被困於約8平方呎狹窄空間內，被消防員接報趕至，先向該名肇事少女的腳部塗上潤滑劑，但不成功。其後消防員須擊碎玻璃門把被困約半小時的各人救出，而被夾腳少女送院治理後無礙。該門由4扇分別高4呎寬2呎的玻璃門組成，呈「十」字形分成4格，每格面積僅8平方呎。其實，容納3名少女已非常擠迫。該旋轉門由人手推動逆時針方向旋轉，門框邊緣裝有2吋厚軟膠，「十」字門的外圍有4扇3乘7呎的弧形玻璃包圍，弧形玻璃在大廈內外組成出入口；門框軟膠與玻璃牆之間只有2吋空隙，肇事少女事發時便夾於空隙內。該大廈一帶並無張貼任何有關旋轉門的使用指示或警告字句[2]。
- 2019年6月12日金鐘衝突，市民為躲避警方催淚彈，湧入中信大廈。由於玻璃門被上鎖，示威者只能透過旋轉門和右方的玻璃門逃進大廈，場面非常混亂。[3]

## 公共通道被佔用
2020年1月14日，申訴專員公署公布主動調查報告，指出地政總署處理公共通道違反地契條款作商業用途的執管不力，分區地政處在2014年12月發現食肆將營業範圍擴展至商場公共通道，10個月後才向商場業權人發警告信，不過問題持續，而且沒有「釘契」。

## 外部連結
- 中信大廈（页面存档备份，存于）
- 新政府總部高度僅越中信：星島日報
- 強烈的幾何造型突出的建築形象——中信大廈